# Rechenberg-Bienenmühle
Rechenberg-Bienenmühle là một đô thị trong huyện Mittelsachsen, bang tự do Sachsen, nước Đức. Đô thị Rechenberg-Bienenmühle có diện tích 52,49 km², dân số thời điểm ngày 31 tháng 12 năm 2005 là 2278 người.